# Прогресивна демократска странка
Прогресивна демократска странка (скраћено ПДС) је политичка странка српске мањине у Републици Косово, коју води Ненад Рашић.

## Историја
Основана је у априлу 2014. године од стране Ненада Рашића, након што је претходно напустио Самосталну либералну странку. На изборима у јуну 2014. странка је освојила једно од десет мандата намењених за Србе у Скупштини Републике Косово. Године 2015. прикључила се посланичкој групи Српске листе (СЛ).